# 鈴木詩織
鈴木 詩織（すずき しおり、1990年8月2日 - ）は、日本の読者モデル、元子役、タレント。

## 人物
千葉県出身。フェリス女学院大学卒業。3歳上の兄がいる。。
1999年4月から2001年3月までの2年間、NHK教育テレビの「うたっておどろんぱ」にレギュラー出演。番組内では、外山亜里奈とのユニット「アリシオン」で話題になった。
現在はCanCam等で読者モデルをしている。

## 出演

### 雑誌
- 小学館 Cancam（読者モデル）
- 光文社 JJ（読者モデル）
- 主婦の友社 Ray（読者モデル）

### テレビ番組
- NHK教育「うたっておどろんぱ」1999年4月 - 2001年3月（シオリ役）
- 日本テレビ「読モ!」2011年

### CM
- バンダイ「ジュエルドロップ」

### 舞台
- 「ミュージカル アニー」1998年（シンシア役）

### その他
- 慎吾ママのおはロック PV
- CS ディズニーチャンネル
- 朝日生命 TV-CF
- ホーユー 「ビューティーラボ」 TV-CF
- ユニリーバ 「AXE」 WEB-CF
- ソフトバンク 携帯カタログ